# 里芬巴勒山
82°57′S 166°20′E / 82.950°S 166.333°E
里芬巴勒山（英語：Mount Rifenburgh），是南極洲的山峰，位於沙克爾頓海岸，屬於霍蘭山脈的一部分，海拔高度2,690米，美國地質調查局根據測量和美國海軍拍攝的空中照片繪入地圖，現時由南極條約體系管理。